# Volkswagen Passat B5
Volkswagen Passat B5 (type 3B) var en stor mellemklassebil fra Volkswagen, som i efteråret 1996 (til modelåret 1997) afløste Passat B4.
Den oprindelige version af Passat B5 (3B) blev fremstillet mellem august 1996 (Variant: maj 1997) og september 2000, mens den reviderede model (B5 GP hhv. 3BG) var i produktion fra oktober 2000 til februar 2005. Tilnavnet "GP" står for "Große Produktaufwertung", Volkswagens betegnelse for facelift som i dette tilfælde hovedsageligt bestod af udvendige modifikationer. Bilen blev fremstillet i Tyskland på de to fabrikker i Emden og Mosel/Sachsen (sidstnævnte kun Limousine).
I foråret 2005 kom Passat B6 på markedet som efterfølger.

## Passat B5/3B (1996−2000)
Passat B5 blev præsenteret officielt i Europa den 11. oktober 1996. Modellen havde rigtig gode pladsforhold ved bagsædet. I modsætning til forgængeren B4 var motoren igen ligesom i de to første modelgenerationer af Passat, som blev fremstillet frem til 1988, monteret på langs. Drivlinjen var identisk med den i 1994 introducerede Audi A4. Begge disse modeller benyttede den samme platform, PL45.
Modellen introducerede det dengang nye formsprog, som første gang blev set på prototypen Concept 1 fra 1995, og som kunne genfindes på den i slutningen af 1997 introducerede Golf IV. Med Passat B5 ville Volkswagen sætte nye kvalitetsstandarder for fremtidige produkter fra firmaet: Karrosseriet var fuldt forzinket og Volkswagen gav en garanti på 11 år mod gennemtæring. B5 fik ros for sin kørekomfort; hertil bidrog bl.a. det stive karrosseri, den fireleddede foraksel fra Audi A4 samt en nyudviklet bagaksel. Salgsforholdet mellem stationcar (Variant) og sedan (Limousine) var ca. 80:20.
B5 var den første model med CAN-Bus til komfortsystemerne. Dette førte dog ofte til problemer med bl.a. centrallåsesystemet. Den mekaniske kvalitet var i starten relativt ringe: Løse sporstangsled samt rustdannelse på bagklappen var udbredt på disse biler. De talrige kvalitetsproblemer hang sammen med den daværende administrerende direktør López' politikker.
Mange af problemerne blev af VW afhjulpet i tidens løb, hvortil faceliftet i efteråret 2000 bidrog.
- Bagfra
- Volkswagen Passat Variant
(1997–2000)
- Interiør

### Typenumre
- Limousine: 3B2
- Variant: 3B5

### Tekniske data
Motorerne 1.8 (92 kW/125 hk), 2.3 VR5 (110 kW/150 hk), 1.9 TDI (81 kW/110 hk), 1.9 TDI (85 kW/115 hk) og 2.5 TDI (110 kW/150 hk) kunne mod merpris leveres med firehjulstræk. 2.8 V6 (142 kW/193 hk) var derimod standardudstyret med firehjulstræksystemet Syncro hhv. 4Motion (fra april 1999). Dette system var næsten identisk med Audis quattro-system.

#### Benzinmotorer
|                                                | 1.6                             | 1.6                             | 1.8                                         | 1.8                                         | 1.8 T                           | 1.8 T                           | 2.3 VR5                                       | 2.8 V6                                | 2.8 V6                                |
| Byggeperiode                                   | 8/1996−1/1998                   | 2/1998−7/2000                   | 8/1996−7/1997                               | 8/1997−9/2000                               | 8/1996−12/1998                  | 1/1999−9/2000                   | 8/1996−9/2000                                 | 8/1996−12/1998                        | 1/1999−9/2000                         |
| Motordata                                      |                                 |                                 |                                             |                                             |                                 |                                 |                                               |                                       |                                       |
| Motorkendebogstaver                            | ADP, AHL                        | AHL, ARM, ANA                   | ADR                                         | ADR, APT, ARG, ANQ                          | AEB                             | APU, ANB                        | AGZ                                           | ACK, ALG                              | APR, AQD                              |
| Motortype                                      | R4-benzinmotor                  | R4-benzinmotor                  | R4-benzinmotor                              | R4-benzinmotor                              | R4-benzinmotor                  | R4-benzinmotor                  | VR5-benzinmotor                               | V6-benzinmotor                        | V6-benzinmotor                        |
| Antal ventiler pr. cylinder                    | 2                               | 2                               | 5                                           | 5                                           | 5                               | 5                               | 2                                             | 5                                     | 5                                     |
| Ventilstyring                                  | OHC, tandrem                    | OHC, tandrem                    | DOHC, tandrem                               | DOHC, tandrem                               | DOHC, tandrem                   | DOHC, tandrem                   | 2 × OHC, kæde                                 | 2 × DOHC, tandrem/kæde                | 2 × DOHC, tandrem/kæde                |
| Fødesystem                                     | Multipoint                      | Multipoint                      | Multipoint                                  | Multipoint                                  | Multipoint                      | Multipoint                      | Multipoint                                    | Multipoint                            | Multipoint                            |
| Trykladning                                    | –                               | –                               | –                                           | –                                           | Turbolader, ladeluftkøler       | Turbolader, ladeluftkøler       | –                                             | –                                     | –                                     |
| Køling                                         | Vandkøling                      | Vandkøling                      | Vandkøling                                  | Vandkøling                                  | Vandkøling                      | Vandkøling                      | Vandkøling                                    | Vandkøling                            | Vandkøling                            |
| Boring × slaglængde                            | 81,0 × 77,4 mm                  | 81,0 × 77,4 mm                  | 81,0 × 86,4 mm                              | 81,0 × 86,4 mm                              | 81,0 × 86,4 mm                  | 81,0 × 86,4 mm                  | 81,0 × 90,2 mm                                | 82,5 × 86,4 mm                        | 82,5 × 86,4 mm                        |
| Slagvolume                                     | 1595 cm³                        | 1595 cm³                        | 1781 cm³                                    | 1781 cm³                                    | 1781 cm³                        | 1781 cm³                        | 2324 cm³                                      | 2771 cm³                              | 2771 cm³                              |
| Kompressionsforhold                            | 10,2:1                          | 10,2:1                          | 10,3:1                                      | 10,3:1                                      | 9,5:1                           | 9,5:1                           | 10,0:1                                        | 10,6:1                                | 10,6:1                                |
| Maks. effekt ved omdr./min.                    | 74 kW (100 hk) 5300             | 74 kW (100 hk) 5600             | 92 kW (125 hk) 5800                         | 92 kW (125 hk) 5800                         | 110 kW (150 hk) 5700            | 110 kW (150 hk) 5700            | 110 kW (150 hk) 6000                          | 142 kW (193 hk) 6000                  | 142 kW (193 hk) 6000                  |
| Maks. drejningsmoment ved omdr./min.           | 140 Nm 3800                     | 145 Nm 3800                     | 173 Nm 3950                                 | 168 Nm 3500                                 | 210 Nm 1750−4600                | 210 Nm 1750−4600                | 205 Nm 3200                                   | 280 Nm 3200                           | 280 Nm 3200                           |
| Kraftoverførsel                                |                                 |                                 |                                             |                                             |                                 |                                 |                                               |                                       |                                       |
| Drivende hjul (standardudstyr)                 | Forhjul                         | Forhjul                         | Forhjul                                     | Forhjul                                     | Forhjul                         | Forhjul                         | Forhjul                                       | Alle                                  | Alle                                  |
| Drivende hjul (ekstraudstyr)                   | –                               | –                               | Alle                                        | Alle                                        | –                               | –                               | Alle                                          | –                                     | –                                     |
| Gearkasse (standardudstyr)                     | 5-trins manuel                  | 5-trins manuel                  | 5-trins manuel                              | 5-trins manuel                              | 5-trins manuel                  | 5-trins manuel                  | 5-trins manuel                                | 5-trins manuel                        | 5-trins manuel                        |
| Gearkasse (ekstraudstyr)                       | 4-trins automatisk              | 4-trins automatisk              | 4-trins automatisk                          | 4-trins automatisk                          | 5-trins Tiptronic               | 5-trins Tiptronic               | 5-trins Tiptronic                             | 5-trins Tiptronic                     | 5-trins Tiptronic                     |
| Præstationer (Limousine)                       |                                 |                                 |                                             |                                             |                                 |                                 |                                               |                                       |                                       |
| Topfart                                        | 192 km/t (186 km/t)             | 191 km/t (185 km/t)             | 206 km/t (201 km/t) [202 km/t]              | 206 km/t (201 km/t) [202 km/t]              | 223 km/t (217 km/t)             | 221 km/t (215 km/t)             | 221 km/t (215 km/t) [219 km/t]                | [238 km/t] [(233 km/t)]               | [238 km/t] [(233 km/t)]               |
| Acceleration 0-100 km/t                        | 12,7 sek. (15,0 sek.)           | 12,5 sek. (14,5 sek.)           | 10,9 sek. (12,7 sek.) [11,3 sek.]           | 10,9 sek. (12,5 sek.) [11,3 sek.]           | 8,7 sek. (10,1 sek.)            | 8,9 sek. (10,3 sek.)            | 8,9 sek. (10,7 sek.) [9,4 sek.]               | [7,6 sek.] [(9,5 sek.)]               | [7,7 sek.] [(9,7 sek.)]               |
| Brændstofforbrug pr. 100 km ved blandet kørsel | 8,0 liter (8,7 liter) Blyfri 95 | 8,2 liter (8,8 liter) Blyfri 95 | 8,6 liter (8,9 liter) [9,1 liter] Blyfri 95 | 8,5 liter (8,8 liter) [9,3 liter] Blyfri 95 | 8,1 liter (9,5 liter) Blyfri 95 | 8,1 liter (9,5 liter) Blyfri 95 | 9,6 liter (10,1 liter) [10,0 liter] Blyfri 95 | [10,5 liter] [(10,9 liter)] Blyfri 98 | [10,5 liter] [(10,9 liter)] Blyfri 98 |
| CO2-udslip ved blandet kørsel                  | 192 g/km (209 g/km)             | 194 g/km (209 g/km)             | 206 g/km (214 g/km) [218 g/km]              | 204 g/km (211 g/km) [223 g/km]              | 194 g/km (228 g/km)             | 194 g/km (228 g/km)             | 230 g/km (242 g/km) [240 g/km]                | [252 g/km] [(262 g/km)]               | [252 g/km] [(262 g/km)]               |
| Præstationer (Variant)                         |                                 |                                 |                                             |                                             |                                 |                                 |                                               |                                       |                                       |
| Topfart                                        | 186 km/t (180 km/t)             | 184 km/t (178 km/t)             | 200 km/t (195 km/t)                         | 200 km/t (195 km/t) [196 km/t]              | 217 km/t (211 km/t)             | 214 km/t (208 km/t)             | 214 km/t (208 km/t) [212 km/t]                | [232 km/t] [(227 km/t)]               | [232 km/t] [(227 km/t)]               |
| Acceleration 0-100 km/t                        | 13,1 sek. (15,0 sek.)           | 13,1 sek. (15,2 sek.)           | 11,2 sek. (12,9 sek.)                       | 11,2 sek. (12,7 sek.) [11,6 sek.]           | 8,9 sek. (10,3 sek.)            | 9,1 sek. (10,5 sek.)            | 9,1 sek. (10,9 sek.) [9,6 sek.]               | [7,9 sek.] [(10,0 sek.)]              | [7,9 sek.] [(10,0 sek.)]              |
| Brændstofforbrug pr. 100 km ved blandet kørsel | 8,3 liter (8,8 liter) Blyfri 95 | 8,2 liter (8,9 liter) Blyfri 95 | 8,8 liter (9,2 liter) Blyfri 95             | 8,7 liter (9,0 liter) [9,4 liter] Blyfri 95 | 8,1 liter (9,4 liter) Blyfri 95 | 8,4 liter (9,5 liter) Blyfri 95 | 9,7 liter (10,5 liter) [10,3 liter] Blyfri 95 | [10,7 liter] [(11,1 liter)] Blyfri 98 | [10,7 liter] [(11,1 liter)] Blyfri 98 |
| CO2-udslip ved blandet kørsel                  | 199 g/km (211 g/km)             | 197 g/km (214 g/km)             | 211 g/km (221 g/km)                         | 209 g/km (216 g/km) [226 g/km]              | 194 g/km (226 g/km)             | 202 g/km (228 g/km)             | 233 g/km (252 g/km) [247 g/km]                | [257 g/km] [(266 g/km)]               | [257 g/km] [(266 g/km)]               |

1. ↑  Motortype ALG: 10,3:1
2. ↑  Til 7/1997: 200 Nm ved 3600 omdr./min.
3. ↑  Kun Limousine
4. 1 2  Værdier i runde parenteser gælder for versioner med automatgear, og i kantede parenteser for versioner med firehjulstræk

#### Dieselmotorer
|                                                | 1.9 TDI                      | 1.9 TDI                      | 1.9 TDI                                  | 1.9 TDI                                  | 1.9 TDI                   | 1.9 TDI                      | 1.9 TDI                                  | 2.5 TDI                                  |
| Byggeperiode                                   | 8/1996−9/2000                | 5/1998−9/2000                | 8/1996−8/1999                            | 8/1999−9/2000                            | 2/2000−9/2000             | 10/1998−12/1999              | 1/2000−9/2000                            | 1/1999−9/2000                            |
| Motordata                                      |                              |                              |                                          |                                          |                           |                              |                                          |                                          |
| Motorkendebogstaver                            | AHU                          | AHH                          | AFN                                      | AVG                                      | AVB                       | AJM                          | ATJ                                      | AFB, AKN                                 |
| Motortype                                      | R4-dieselmotor               | R4-dieselmotor               | R4-dieselmotor                           | R4-dieselmotor                           | R4-dieselmotor            | R4-dieselmotor               | R4-dieselmotor                           | V6-dieselmotor                           |
| Antal ventiler pr. cylinder                    | 2                            | 2                            | 2                                        | 2                                        | 2                         | 2                            | 2                                        | 4                                        |
| Ventilstyring                                  | OHC, tandrem                 | OHC, tandrem                 | OHC, tandrem                             | OHC, tandrem                             | OHC, tandrem              | OHC, tandrem                 | OHC, tandrem                             | 2 × DOHC, tandrem/kæde                   |
| Fødesystem                                     | Direkte                      | Direkte                      | Direkte                                  | Direkte                                  | Pumpe/dyse                | Pumpe/dyse                   | Pumpe/dyse                               | Direkte                                  |
| Trykladning                                    | Turbolader, ladeluftkøler    | Turbolader, ladeluftkøler    | Turbolader, ladeluftkøler                | Turbolader, ladeluftkøler                | Turbolader, ladeluftkøler | Turbolader, ladeluftkøler    | Turbolader, ladeluftkøler                | Turbolader, ladeluftkøler                |
| Køling                                         | Vandkøling                   | Vandkøling                   | Vandkøling                               | Vandkøling                               | Vandkøling                | Vandkøling                   | Vandkøling                               | Vandkøling                               |
| Boring × slaglængde                            | 79,5 × 95,5 mm               | 79,5 × 95,5 mm               | 79,5 × 95,5 mm                           | 79,5 × 95,5 mm                           | 79,5 × 95,5 mm            | 79,5 × 95,5 mm               | 79,5 × 95,5 mm                           | 78,3 × 86,4 mm                           |
| Slagvolume                                     | 1896 cm³                     | 1896 cm³                     | 1896 cm³                                 | 1896 cm³                                 | 1896 cm³                  | 1896 cm³                     | 1896 cm³                                 | 2496 cm³                                 |
| Kompressionsforhold                            | 19,5:1                       | 19,5:1                       | 19,5:1                                   | 19,5:1                                   | 19,0:1                    | 18,0:1                       | 18,0:1                                   | 19,5:1                                   |
| Maks. effekt ved omdr./min.                    | 66 kW (90 hk) 4000           | 66 kW (90 hk) 4000           | 81 kW (110 hk) 4150                      | 81 kW (110 hk) 4150                      | 74 kW (100 hk) 4000       | 85 kW (115 hk) 4000          | 85 kW (115 hk) 4000                      | 110 kW (150 hk) 4000                     |
| Maks. drejningsmoment ved omdr./min.           | 210 Nm 1900                  | 210 Nm 1900                  | 235 Nm 1900                              | 235 Nm 1900                              | 250 Nm 1900               | 285 Nm 1900                  | 310 Nm 1900                              | 310 Nm 1500−3200                         |
| Kraftoverførsel                                |                              |                              |                                          |                                          |                           |                              |                                          |                                          |
| Drivende hjul (standardudstyr)                 | Forhjul                      | Forhjul                      | Forhjul                                  | Forhjul                                  | Forhjul                   | Forhjul                      | Forhjul                                  | Forhjul                                  |
| Drivende hjul (ekstraudstyr)                   | –                            | –                            | Alle                                     | Alle                                     | –                         | –                            | Alle                                     | Alle                                     |
| Gearkasse (standardudstyr)                     | 5-trins manuel               | 5-trins manuel               | 5-trins manuel                           | 5-trins manuel                           | 5-trins manuel            | 5-trins manuel               | 5-trins manuel                           | 5-trins manuel                           |
| Gearkasse (ekstraudstyr)                       | 4-trins automatisk           | 4-trins automatisk           | 4-trins automatisk                       | 4-trins automatisk                       | –                         | 5-trins Tiptronic            | 5-trins Tiptronic                        | 5-trins Tiptronic                        |
| Præstationer (Limousine)                       |                              |                              |                                          |                                          |                           |                              |                                          |                                          |
| Topfart                                        | 184 km/t (178 km/t)          | 183 km/t (176 km/t)          | 196 km/t (194 km/t) [194 km/t]           | 196 km/t (193 km/t) [193 km/t]           | 191 km/t                  | 200 km/t (197 km/t)          | 200 km/t (197 km/t) [197 km/t]           | 220 km/t (214 km/t) [216 km/t]           |
| Acceleration 0-100 km/t                        | 13,9 sek. (15,3 sek.)        | 13,5 sek. (15,6 sek.)        | 11,7 sek. (12,9 sek.) [12,1 sek.]        | 11,3 sek. (12,9 sek.) [12,1 sek.]        | 12,4 sek.                 | 10,7 sek. (12,3 sek.)        | 10,8 sek. (12,3 sek.) [11,2 sek.]        | 9,4 sek. (10,5 sek.) [9,8 sek.]          |
| Brændstofforbrug pr. 100 km ved blandet kørsel | 5,4 liter (6,5 liter) Diesel | 5,3 liter (6,5 liter) Diesel | 5,3 liter (6,5 liter) [5,8 liter] Diesel | 5,3 liter (6,6 liter) [5,8 liter] Diesel | 5,4 liter Diesel          | 5,3 liter (6,8 liter) Diesel | 5,5 liter (6,8 liter) [5,9 liter] Diesel | 6,9 liter (7,8 liter) [7,9 liter] Diesel |
| CO2-udslip ved blandet kørsel                  | 146 g/km (176 g/km)          | 143 g/km (176 g/km)          | 143 g/km (176 g/km) [159 g/km]           | 143 g/km (178 g/km) [157 g/km]           | 146 g/km                  | 143 g/km (184 g/km)          | 149 g/km (184 g/km) [162 g/km]           | 186 g/km (211 g/km) [213 g/km]           |
| Præstationer (Variant)                         |                              |                              |                                          |                                          |                           |                              |                                          |                                          |
| Topfart                                        | 178 km/t (171 km/t)          | 176 km/t (169 km/t)          | 190 km/t (188 km/t)                      | 189 km/t (186 km/t) [186 km/t]           | 184 km/t                  | 194 km/t (190 km/t)          | 194 km/t (190 km/t) [190 km/t]           | 214 km/t (208 km/t) [211 km/t]           |
| Acceleration 0-100 km/t                        | 14,2 sek. (15,7 sek.)        | 13,8 sek. (16,0 sek.)        | 11,9 sek. (13,3 sek.)                    | 11,5 sek. (13,3 sek.) [12,3 sek.]        | 12,8 sek.                 | 11,0 sek. (12,6 sek.)        | 11,0 sek. (12,6 sek.) [11,5 sek.]        | 9,6 sek. (10,8 sek.) [10,0 sek.]         |
| Brændstofforbrug pr. 100 km ved blandet kørsel | 5,6 liter (6,7 liter) Diesel | 5,5 liter (6,7 liter) Diesel | 5,5 liter (6,7 liter) Diesel             | 5,5 liter (6,7 liter) [6,1 liter] Diesel | 5,5 liter Diesel          | 5,5 liter (6,9 liter) Diesel | 5,6 liter (6,9 liter) [6,1 liter] Diesel | 7,0 liter (8,1 liter) [8,0 liter] Diesel |
| CO2-udslip ved blandet kørsel                  | 151 g/km (181 g/km)          | 148 g/km (181 g/km)          | 149 g/km (181 g/km)                      | 149 g/km (181 g/km) [165 g/km]           | 149 g/km                  | 149 g/km (186 g/km)          | 151 g/km (186 g/km) [165 g/km]           | 189 g/km (219 g/km) [216 g/km]           |

1. ↑  Den højere effekt i 1,9 TDI-motoren med 81 kW (110 hk) er opnået ved hjælp af en turbolader med variabel turbinegeometri og en modificeret styreenhed.[3]
2. ↑  Til 7/1997: 202 Nm
3. ↑  Kun Limousine
4. 1 2  Værdier i runde parenteser gælder for versioner med automatgear, og i kantede parenteser for versioner med firehjulstræk

Bemærkninger:
- TDI-skrifttrækket på 1,9- og 2,5-litersmotorerne med fordelerindsprøjtningspumpe og 81 kW (110 hk) hhv. 110 kW (150 hk) kunne kendes på det røde "I".
- TDI-skrifttrækket på 1,9-liters pumpe/dyse-motorerne med 74 kW (100 hk) kunne kendes på det røde "I" og for 85 kW (115 hk) på det røde "DI".

## Passat B5 GP/3BG (2000−2005)
Produktionen af Passat type 3BG hhv. B5 GP ("Große Produktaufwertung") startede i oktober 2000, og modellen kom ud til forhandlerne en måned senere.
B5 GP adskilte sig fra den oprindelige Passat B5 gennem optiske modifikationer og modificerede for- og baglygter. Forlygterne fik klart glas, forkromede indsatser og skarpere konturierede blinklys. Bagpå var den nyindførte optik med runde lygter særligt bemærkelsesværdig, da den − også efter Volkswagens ansættelse af designeren Walter de Silva − kendetegnede andre Volkswagen-biler. Den mekaniske kvalitet blev betydeligt forbedret, og 1,9-liters dieselmotorerne fik alle pumpe/dyse-indsprøjtning.
En forlænget platform blev introduceret i Kina af Shanghai-Volkswagen i slutningen af 1999. Denne version blev introduceret i Europa som Škoda Superb i efteråret 2001 og havde en 100 mm længere akselafstand og længde end den europæiske Passat.
Fra september 2001 blev programmet udvidet med en ottecylindret version (W8-motor) med 4Motion-firehjulstræk, som fandtes som både Limousine og Variant under navnet Passat W8 (type 3BS). Salgstallene for denne eksklusive version forblev med kun 2.359 solgte eksemplarer lave, og den udgik derfor i efteråret 2004 (til modelåret 2005), et halvt år inden resten af modelserien. W8 fandtes også som pansret bil under navnet Passat Protect.
I slutningen af 2003 (til modelåret 2004) blev motorprogrammet udvidet med en 2,0-liters TDI-motor med partikelfilter og 100 kW (136 hk), som igen kunne øge de dalende salgstal. Bemærkelsesværdigt for denne version var, at den som den første Volkswagen-model var udstyret med dette filtersystem. Systemet bestod af et additivdoseringsanlæg, som blandede brændstoffet sammen med en urinstofopløsning fra en ekstra tank bagest i bilen. Denne teknologi blev dog senere afskaffet igen.
- Bagfra
- Volkswagen Passat Variant
(2000–2003)
- Volkswagen Passat W8 (2002)

I sommeren 2003 fik Passat et yderligere mindre facelift, dog under samme produktbetegnelse som hidtil. Disse biler kunne kendes på de modificerede sidespejle med integrerede blinklys, instrumentbrættets ændrede grundfarve og de antracitgrå i stedet for sorte dørbeklædninger. Desuden blev udstyrsvarianterne modificeret.
- Volkswagen Passat Limousine
(2003–2005)
- Bagfra
- Volkswagen Passat Variant
(2003–2005)
- Interiør

### Typenumre
- Limousine: 3B3
- Variant: 3B6

### Tekniske data
Motorerne 2.0 (85 kW/115 hk), 2.3 V5 (125 kW/170 hk), 1.9 TDI (96 kW/130 hk) og 2.5 TDI (110 kW/150 hk) kunne mod merpris bestilles med firehjulstræk, som var standard på 2.8 V6 (142 kW/193 hk), 2.5 TDI (132 kW/180 hk) og 4.0 W8 (202 kW/275 hk). Systemet (4Motion) var næsten identisk med Audis quattro-system.

#### Benzinmotorer
|                                                | 1.6                           | 1.8 T                                   | 2.0                                         | 2.0                                     | 2.3 V5                           | 2.8 V6                                | 4.0 W8                                |
| Byggeperiode                                   | 10/2000−2/2005                | 10/2000−2/2005                          | 10/2000−2/2005                              | 12/2001−2/2005                          | 1/2001−12/2002                   | 10/2000−2/2005                        | 9/2001−9/2004                         |
| Motordata                                      |                               |                                         |                                             |                                         |                                  |                                       |                                       |
| Motorkendebogstaver                            | ALZ                           | AWT, AWL, BGC                           | AZM, BFF                                    | ALT                                     | AZX                              | AMX, ATQ                              | BDN, BDP                              |
| Motortype                                      | R4-benzinmotor                | R4-benzinmotor                          | R4-benzinmotor                              | R4-benzinmotor                          | VR5-benzinmotor                  | V6-benzinmotor                        | W8-benzinmotor                        |
| Antal ventiler pr. cylinder                    | 2                             | 5                                       | 2                                           | 5                                       | 4                                | 5                                     | 4                                     |
| Ventilstyring                                  | OHC, tandrem                  | DOHC, tandrem                           | OHC, tandrem                                | DOHC, tandrem                           | 2 × DOHC, kæde                   | 2 × DOHC, tandrem/kæde                | 2 × DOHC, kæde                        |
| Fødesystem                                     | Multipoint                    | Multipoint                              | Multipoint                                  | Multipoint                              | Multipoint                       | Multipoint                            | Multipoint                            |
| Trykladning                                    | –                             | Turbolader, ladeluftkøler               | –                                           | –                                       | –                                | –                                     | –                                     |
| Køling                                         | Vandkøling                    | Vandkøling                              | Vandkøling                                  | Vandkøling                              | Vandkøling                       | Vandkøling                            | Vandkøling                            |
| Boring × slaglængde                            | 81,0 × 77,4 mm                | 81,0 × 86,4 mm                          | 82,5 × 92,8 mm                              | 82,5 × 92,8 mm                          | 81,0 × 90,2 mm                   | 82,5 × 86,4 mm                        | 84,0 × 90,2 mm                        |
| Slagvolume                                     | 1595 cm³                      | 1781 cm³                                | 1984 cm³                                    | 1984 cm³                                | 2324 cm³                         | 2771 cm³                              | 3999 cm³                              |
| Kompressionsforhold                            | 10,3:1                        | 9,3:1                                   | 10,3:1                                      | 10,5:1                                  | 10,75:1                          | 10,3:1                                | 10,8:1                                |
| Maks. effekt ved omdr./min.                    | 75 kW (102 hk) 5600           | 110 kW (150 hk) 5700                    | 85 kW (115 hk) 5400                         | 96 kW (130 hk) 5700                     | 125 kW (170 hk) 6200             | 142 kW (193 hk) 6000                  | 202 kW (275 hk) 6000                  |
| Maks. drejningsmoment ved omdr./min.           | 148 Nm 3800                   | 210 Nm 1750−4600                        | 172 Nm 3500                                 | 195 Nm 3300                             | 225 Nm 3200                      | 280 Nm 3200                           | 370 Nm 2750                           |
| Udstødningsnorm                                | Euro4                         | Euro4                                   | Euro4                                       | Euro4                                   | Euro4                            | Euro4                                 | Euro4                                 |
| Kraftoverførsel                                |                               |                                         |                                             |                                         |                                  |                                       |                                       |
| Drivende hjul (standardudstyr)                 | Forhjul                       | Forhjul                                 | Forhjul                                     | Forhjul                                 | Forhjul                          | Alle                                  | Alle                                  |
| Drivende hjul (ekstraudstyr)                   | –                             | –                                       | Alle                                        | –                                       | Alle                             | –                                     | –                                     |
| Gearkasse (standardudstyr)                     | 5-trins manuel                | 5-trins manuel                          | 5-trins manuel                              | 5-trins manuel                          | 5-trins manuel                   | 5-trins manuel                        | 6-trins manuel                        |
| Gearkasse (ekstraudstyr)                       | –                             | 5-trins Tiptronic                       | 4-trins automatisk                          | –                                       | –                                | 5-trins Tiptronic                     | 5-trins Tiptronic                     |
| Præstationer (Limousine)                       |                               |                                         |                                             |                                         |                                  |                                       |                                       |
| Topfart                                        | 192 km/t                      | 221 km/t (215 km/t)                     | 200 km/t (193 km/t) [196 km/t]              | 210 km/t                                | 228 km/t [224 km/t]              | [238 km/t] [(233 km/t)]               | [250 km/t] [(250 km/t)]               |
| Acceleration 0-100 km/t                        | 12,7 sek.                     | 9,2 sek. (10,5 sek.)                    | 11,2 sek. (12,4 sek.) [11,6 sek.]           | 9,9 sek.                                | 8,9 sek. [9,4 sek.]              | [7,8 sek.] [(9,8 sek.)]               | [6,5 sek.] [(7,8 sek.)]               |
| Brændstofforbrug pr. 100 km ved blandet kørsel | 7,7 liter Blyfri 95           | 8,2 liter (9,4 liter) Blyfri 95         | 8,3 liter (9,6 liter) [8,9 liter] Blyfri 95 | 8,0 liter Blyfri 95                     | 9,3 liter [9,7 liter] Blyfri 98  | [10,5 liter] [(11,0 liter)] Blyfri 98 | [13,1 liter] [(12,9 liter)] Blyfri 98 |
| CO2-udslip ved blandet kørsel                  | 185 g/km                      | 197 g/km (226 g/km)                     | 199 g/km (230 g/km) [214 g/km]              | 192 g/km                                | 223 g/km [223 g/km]              | [252 g/km] [(264 g/km)]               | [314 g/km] [(310 g/km)]               |
| Præstationer (Variant)                         |                               |                                         |                                             |                                         |                                  |                                       |                                       |
| Topfart                                        | 185 km/t                      | 214 km/t (208 km/t)                     | 194 km/t (187 km/t) [190 km/t]              | 204 km/t                                | 221 km/t [217 km/t]              | [232 km/t] [(227 km/t]                | [250 km/t] [(250 km/t)]               |
| Acceleration 0-100 km/t                        | 13,3 sek.                     | 9,4 sek. (10,8 sek.)                    | 11,5 sek. (12,8 sek.) [11,9 sek.]           | 10,3 sek.                               | 9,2 sek. [9,7 sek.]              | [8,0 sek.] [(10,1 sek.)]              | [6,8 sek.] [(7,5 sek.)]               |
| Brændstofforbrug pr. 100 km ved blandet kørsel | 8,0 liter Blyfri 95           | 8,4 liter (9,7 liter) Blyfri 95         | 8,5 liter (9,7 liter) [9,2 liter] Blyfri 95 | 8,2 liter Blyfri 95                     | 9,5 liter [9,9 liter] Blyfri 98  | [10,8 liter] [(11,1 liter)] Blyfri 98 | [13,2 liter] [(13,1 liter)] Blyfri 98 |
| CO2-udslip ved blandet kørsel                  | 192 g/km                      | 202 g/km (233 g/km)                     | 204 g/km (233 g/km) [221 g/km]              | 197 g/km                                | 228 g/km [238 g/km]              | [259 g/km] [(266 g/km)]               | [317 g/km] [(314 g/km)]               |
| Udstyrsvarianter                               |                               |                                         |                                             |                                         |                                  |                                       |                                       |
|                                                | Basis, Comfortline, Trendline | Basis, Comfortline, Trendline, Highline | Basis, Comfortline, Trendline, Highline     | Basis, Comfortline, Trendline, Highline | Comfortline, Trendline, Highline | Comfortline, Trendline, Highline      | W8                                    |

1. ↑  Motortype ATQ: 10,6:1
2. 1 2  Værdier i runde parenteser gælder for versioner med automatgear, og i kantede parenteser for versioner med firehjulstræk
3. 1 2  Elektronisk begrænset

#### Dieselmotorer
|                                                | 1.9 TDI                                 | 1.9 TDI                                 | 1.9 TDI                                  | 2.0 TDI DPF                      | 2.5 TDI                                                | 2.5 TDI                          | 2.5 TDI                          |      |
| Byggeperiode                                   | 10/2000−2/2005                          | 10/2000−2/2005                          | 10/2000−2/2005                           | 11/2003−2/2005                   | 10/2000−5/2003                                         | 6/2003−2/2005                    | 6/2003−2/2005                    |      |
| Motordata                                      |                                         |                                         |                                          |                                  |                                                        |                                  |                                  |      |
| Motorkendebogstaver                            | AVB                                     | AWX                                     | AVF                                      | BGW, BHW                         | AKN                                                    | BDG                              | BDH, BAU                         |      |
| Motortype                                      | R4-dieselmotor                          | R4-dieselmotor                          | R4-dieselmotor                           | R4-dieselmotor                   | V6-dieselmotor                                         | V6-dieselmotor                   | V6-dieselmotor                   |      |
| Antal ventiler pr. cylinder                    | 2                                       | 2                                       | 2                                        | 2                                | 4                                                      | 4                                | 4                                |      |
| Ventilstyring                                  | OHC, tandrem                            | OHC, tandrem                            | OHC, tandrem                             | OHC, tandrem                     | 2 × DOHC, tandrem/kæde                                 | 2 × DOHC, tandrem/kæde           | 2 × DOHC, tandrem/kæde           |      |
| Fødesystem                                     | Pumpe/dyse                              | Pumpe/dyse                              | Pumpe/dyse                               | Pumpe/dyse                       | Direkte                                                | Direkte                          | Direkte                          |      |
| Trykladning                                    | Turbolader, ladeluftkøler               | Turbolader, ladeluftkøler               | Turbolader, ladeluftkøler                | Turbolader, ladeluftkøler        | Turbolader, ladeluftkøler                              | Turbolader, ladeluftkøler        | Turbolader, ladeluftkøler        |      |
| Køling                                         | Vandkøling                              | Vandkøling                              | Vandkøling                               | Vandkøling                       | Vandkøling                                             | Vandkøling                       | Vandkøling                       |      |
| Boring × slaglængde                            | 79,5 × 95,5 mm                          | 79,5 × 95,5 mm                          | 79,5 × 95,5 mm                           | 81,0 × 95,5 mm                   | 78,3 × 86,4 mm                                         | 78,3 × 86,4 mm                   | 78,3 × 86,4 mm                   |      |
| Slagvolume                                     | 1896 cm³                                | 1896 cm³                                | 1896 cm³                                 | 1968 cm³                         | 2496 cm³                                               | 2496 cm³                         | 2496 cm³                         |      |
| Kompressionsforhold                            | 19,0:1                                  | 19,0:1                                  | 19,0:1                                   | 18,5:1                           | 19,5:1                                                 | 18,5:1                           | 18,5:1                           |      |
| Maks. effekt ved omdr./min.                    | 74 kW (100 hk) 4000                     | 96 kW (130 hk) 4000                     | 96 kW (130 hk) 4000                      | 100 kW (136 hk) 4000             | 110 kW (150 hk) 4000                                   | 120 kW (163 hk) 4000             | 132 kW (180 hk) 4000             |      |
| Maks. drejningsmoment ved omdr./min.           | 250 Nm 1900                             | 285 Nm 1750−2500                        | 310 Nm 1900                              | 335 Nm 1900                      | 310 Nm 1500−3200                                       | 350 Nm 1500−3000                 | 370 Nm 1500−2500                 |      |
| Udstødningsnorm                                | Euro3                                   | Euro3                                   | Euro3                                    | Euro4                            | Euro3                                                  | Euro4                            | Euro4 (BDH) Euro3 (BAU)          |      |
| Kraftoverførsel                                |                                         |                                         |                                          |                                  |                                                        |                                  |                                  |      |
| Drivende hjul (standardudstyr)                 | Forhjul                                 | Forhjul                                 | Forhjul                                  | Forhjul                          | Forhjul                                                | Forhjul                          | Alle                             | Alle |
| Drivende hjul (ekstraudstyr)                   | –                                       | –                                       | Alle                                     | –                                | Alle                                                   | –                                | –                                |      |
| Gearkasse (standardudstyr)                     | 5-trins manuel                          | 5-trins manuel                          | 6-trins manuel                           | 6-trins manuel                   | 6-trins manuel                                         | 6-trins manuel                   | 6-trins manuel                   |      |
| Gearkasse (ekstraudstyr)                       | 4-trins automatisk                      | –                                       | 5-trins Tiptronic                        | –                                | 5-trins Tiptronic                                      | 5-trins Tiptronic                | 5-trins Tiptronic                |      |
| Præstationer (Limousine)                       |                                         |                                         |                                          |                                  |                                                        |                                  |                                  |      |
| Topfart                                        | 191 km/t (185 km/t)                     | 208 km/t                                | 208 km/t (203 km/t) [204 km/t]           | 211 km/t                         | 220 km/t (214 km/t) [216 km/t] [(212 km/t)]            | 225 km/t (220 km/t)              | [226 km/t] [(221 km/t)]          |      |
| Acceleration 0-100 km/t                        | 12,4 sek. (14,3 sek.)                   | 9,9 sek.                                | 9,9 sek. (11,5 sek.) [10,4 sek.]         | 9,8 sek.                         | 9,6 sek. (10,7 sek.) [10,0 sek.] [(11,1 sek.)]         | 9,1 sek. (10,2 sek.)             | [8,7 sek.] [(9,6 sek.)]          |      |
| Brændstofforbrug pr. 100 km ved blandet kørsel | 5,4 liter (6,7 liter) Diesel            | 5,6 liter Diesel                        | 5,6 liter (7,0 liter) [6,3 liter] Diesel | 6,1 liter Diesel                 | 6,9 liter (7,8 liter) [7,9 liter] [(8,6 liter)] Diesel | 6,8 liter (7,9 liter) Diesel     | [7,6 liter] [(8,4 liter)] Diesel |      |
| CO2-udslip ved blandet kørsel                  | 146 g/km (181 g/km)                     | 149 g/km                                | 151 g/km (189 g/km) [170 g/km]           | 162 g/km                         | 186 g/km (211 g/km) [213 g/km] [(232 g/km)]            | 184 g/km (212 g/km)              | [201 g/km] [(222 g/km)]          |      |
| Præstationer (Variant)                         |                                         |                                         |                                          |                                  |                                                        |                                  |                                  |      |
| Topfart                                        | 184 km/t (178 km/t)                     | 201 km/t                                | 201 km/t (196 km/t) [197 km/t]           | 205 km/t                         | 214 km/t (208 km/t) [211 km/t] [(206 km/t)]            | 222 km/t (216 km/t)              | [223 km/t] [(218 km/t)]          |      |
| Acceleration 0-100 km/t                        | 12,8 sek. (14,8 sek.)                   | 10,2 sek.                               | 10,2 sek. (11,9 sek.) [10,7 sek.]        | 10,0 sek.                        | 9,8 sek. (10,9 sek.) [10,3 sek.] [(11,3 sek.)]         | 9,3 sek. (10,4 sek.)             | [8,9 sek.] [(9,8 sek.)]          |      |
| Brændstofforbrug pr. 100 km ved blandet kørsel | 5,6 liter (6,8 liter) Diesel            | 5,8 liter Diesel                        | 5,9 liter (7,1 liter) [6,5 liter] Diesel | 6,3 liter Diesel                 | 7,0 liter (8,3 liter) [8,0 liter] [(9,0 liter)] Diesel | 7,0 liter (7,9 liter) Diesel     | [7,9 liter] [(8,5 liter)] Diesel |      |
| CO2-udslip ved blandet kørsel                  | 151 g/km (184 g/km)                     | 154 g/km                                | 159 g/km (192 g/km) [176 g/km]           | 170 g/km                         | 189 g/km (224 g/km) [216 g/km] [(243 g/km)]            | 189 g/km (213 g/km)              | [209 g/km] [(225 g/km)]          |      |
| Udstyrsvarianter                               |                                         |                                         |                                          |                                  |                                                        |                                  |                                  |      |
|                                                | Basis, Comfortline, Trendline, Highline | Basis, Comfortline, Trendline, Highline | Basis, Comfortline, Trendline, Highline  | Comfortline, Trendline, Highline | Comfortline, Trendline, Highline                       | Comfortline, Trendline, Highline | Comfortline, Trendline, Highline |      |

1. 1 2  TDI-skrifttrækket på 1,9-liters pumpe/dyse-motorerne med 74 kW (100 hk) kunne kendes på det røde "I", 96 kW (130 hk) på det røde "DI" og 2,0 TDI med 100 kW (136 hk) frem til 9/2004 på det røde "TDI" og herefter "2.0 TDI" helt i sølv.
2. ↑  Denne motor findes ikke på det danske modelprogram
3. ↑  TDI-skrifttrækket på 2,5-litersmotorerne med fordelerindsprøjtningspumpe med 110 kW (150 hk) kunne kendes på det røde "I", 120 kW (163 hk) på det røde "DI" og 132 kW (180 hk) på det røde "TDI".
4. ↑  Den højere effekt i 1,9 TDI-motoren med 96 kW (130 hk) er opnået gennem en anden motorstyringssoftware, større indsprøjtningsdyseåbninger, en større turbolader, et stærkere krumtaphus og stærkere plejlstænger.[6]
5. 1 2  Værdier i runde parenteser gælder for versioner med automatgear, og i kantede parenteser for versioner med firehjulstræk

### Udstyr
- Basis: Fandtes til 1.6, 1.8 T, 2.0 og 1.9 TDI, og omfattede bl.a. ABS, 4 skivebremser, servostyring, 4 airbags, selestrammere, 5 trepunktsseler, 5 nakkestøtter, afbryder til passagerairbag (fra 2004), el-justerbare, opvarmede og indfarvede sidespejle, aircondition, læselamper foran og bagi, elopvarmede sprinklerdyser, højdejusterbart førersæde, højde- og længdejusterbart rat, elruder foran, fjernbetjent centrallås, startspærre, omdrejningstæller, to-delt nedfældeligt bagsæde med armlæn i midten, tæppebeklædt bagagerum, knapper til indvendig oplåsning af tank- og bagklap, bagagerumsafdækning (kun Variant), tonede termoruder, tagræling (kun Variant), elektronisk differentialespærre (ikke 1,6 og 2,0) og ASR.
- Comfortline: Fandtes til 1.6, 1.8 T, 2.0, 2.3 V5, 2.8 V6, 1.9 TDI, 2.0 TDI og 2.5 V6 TDI, og omfattede det samme som Basis samt indfarvede kofangere, lommer på bagsiden af forsæderne, midterarmlæn foran med opbevaringsrum, tyverialarm, elruder bagi, fartpilot og kørecomputer (kun 2,8 og 2,5 TDI).
- Trendline: Fandtes til 1.6, 1.8 T, 2.0, 2.3 V5, 2.8 V6, 1.9 TDI, 2.0 TDI og 2.5 V6 TDI, og omfattede det samme som Comfortline samt alufælge, læderrat, forsæder med lændestøtte, lædergearknop og -håndbremse, sportsforsæder, højdejusterbart passagersæde og kørecomputer.
- Highline: Fandtes til 1.8 T, 2.0, 2.3 V5, 2.8 V6, 1.9 TDI, 2.0 TDI og 2.5 V6 TDI, og omfattede det samme som Trendline samt træindlæg, læder/alcantaraindtræk, elopvarmede forsæder, tågeforlygter, tekstilmåtter foran og bagi og elopvarmede sprinklerdyser.
- W8: Fandtes kun til 4.0 W8, og omfattede det samme som Highline samt forkromet, dobbelt udstødningsrør, 80-liters tank, velourmåtter foran og bagi, xenonlygter, hovedairbags, ventilerede skivebremser bagi, nødhjul og lygtespulere.
- Stavad: Speciel dansk udstyrsmodel, lanceret i 2001 og opkaldt efter tidligere skatte- og erhvervsminister Ole Stavad. Fandtes kun til 2.8 V6 og omfattede klimaautomatik Climatronic samt sportssæder med alcantaraindtræk og el-justering med hukommelsesfunktion.[7]
- DK: Speciel dansk udstyrsmodel, sidste model lanceret inden B5 udgik. Fandtes til 1.6, 1.8 T og 1.9 TDI fra 2004 til 2005. Kunne tilkøbes til Basis og Trendline og omfattede klimaautomatik Climatronic, elopvarmede forsæder, regnsensor, automatisk afblændeligt bakspejl, elopvarmede sprinklerdyser ved forruden, 35% mørktonede bageste sideruder og bagrude, højdejusterbart forreste passagersæde, askebæger foran og bagi, cigarettænder, netadskillelse (kun Variant).

## Tidslinje
1996
August: Passat B5 præsenteres i Dresden.
Oktober: Passat B5 Limousine introduceres med følgende motorer:
- 1.6 med 74 kW (100 hk)
- 1.8 med 92 kW (125 hk) og femventilet topstykke
- 1.8 T med 110 kW (150 hk) og femventilet topstykke
- 2.3 VR5 med 110 kW (150 hk)
- 2.8 V6 med 142 kW (193 hk) og femventilet topstykke
- 1.9 TDI med 66 kW (90 hk) hhv. 81 kW (110 hk)

Passat B4 Variant fortsætter indtil videre i produktion.
1997
Maj:
- Stationcarversionen Variant introduceres med samme motorprogram som Limousine, samt firehjulstrukket version Syncro.
- Hvide i stedet for orange blinklys fortil.[8]

1998
Marts: Nye udstyrsdetaljer: Isofix-forberedelse, hvide sideblinklys, Highline-udstyr med vinterpakke som standard, V6 Syncro med to klapnøgler med fjernbetjening, ESP tilgængeligt som ekstraudstyr til V6.
Oktober: Den første TDI-motor med pumpe/dyse-indsprøjtning på 1,9 liter med 85 kW (115 hk) introduceres.
1999
Januar: Den første V6 TDI-motor på 2,5 liter med 110 kW (150 hk) introduceres.
Marts: Nyt ekstraudstyr: Gardinairbags, xenonforlygter til V6 TDI, V6 TDI nu også med firehjulstræk og 5-trins Tiptronic-gear.
April:
- Firehjulstrukne versioner nu med tilnavnet 4Motion i stedet for Syncro. VR5 omdøbes samtidig til V5.
- ESP er nu tilgængeligt som ekstraudstyr til alle motorer.

Juni: Forlængede, variable serviceintervaller LongLife indføres for biler produceret fra og med uge 25:
- Benzinmotorer op til 30.000 km eller 2 år.
- Dieselmotorer (undtagen pumpe/dyse) op til 50.000 km eller 2 år.

September: ESP er nu standardudstyr.
Oktober: 2.5 V6 TDI kan nu også bestilles med sekstrins manuel gearkasse.
2000
Primo: Yderligere motorer:
- 1.9 TDI med 74 kW (100 hk) og pumpe/dyse-system.
- 1.9 TDI med 85 kW (115 hk) nu med 6-trins gearkasse.

Marts: Nyt ekstraudstyr: Multifunktionsrat og integrerede børnesæder på bagsædet.
Oktober: Kraftigt facelift (B5 GP) og delvist nyt motorprogram:
- 1.6 nu med 75 kW (102 hk) i stedet for 74 kW (100 hk).
- 1.8 med 92 kW (125 hk) afløses af 2.0 med 85 kW (115 hk).
- 2.3 V5 med 110 kW (150 hk) udgår.
- 1.9 TDI med 66 kW (90 hk) og fordelerindsprøjtningspumpe afløses af 74 kW (100 hk) med pumpe/dyse-system.
- 1.9 TDI med 81 kW (110 hk) og fordelerindsprøjtningspumpe og 85 kW (115 hk) med pumpe/dyse-system afløses af 96 kW (130 hk) med pumpe/dyse-system.
- 1.8 T med 110 kW (150 hk), 2.8 V6 med 142 kW (193 hk) og 2.5 V6 TDI med 110 kW (150 hk) fortsætter uændret.

Alle benzinmotorer opfylder nu Euro4-normen, og alle dieselmotorer Euro3.
2001
Januar: 2.3 V5 nu med fireventilet topstykke og 125 kW (170 hk).
Februar: Parkeringsdistancekontrol muligt som ekstraudstyr.
April: Ny specialmodel, Stavad, med 2.8 V6-motor opkaldt efter tidligere skatteminister Ole Stavad.
Maj:
- Tv-tuner mulig som ekstraudstyr.
- Forlængede, variable serviceintervaller (LongLife) for TDI-motorer.

Juni: Passat W8 med 202 kW (275 hk) præsenteres på Geneve Motor Show.
September:
- W8 introduceres.
- Trendline, Highline og W8 kan som ekstraudstyr nu også leveres med Recaro-sportssæder.
- Passat Protect, en særlig version med passagerbeskyttelse, introduceres.

December: Ny 2.0 med femventilet topstykke og 96 kW (130 hk) fra Audi. Denne nye version af 2,0-litersmotoren findes kun med forhjulstræk. Den hidtidige toventilede 2,0-litersmotor bliver i modelprogrammet og kan som ekstraudstyr stadigvæk leveres med firehjulstræk.
2002
Januar: Limousine og Variant kan nu leveres med Family-pakke og Business-pakke.
Februar:
- Specialmodellen Executive introduceres.
- Ny radio Delta med integreret cd-afspiller introduceres.
- W8 kan nu også leveres med sekstrins manuel gearkasse.

Maj:
- Nødnøglen bortfalder.
- Nye udstyrsdetaljer introduceres: Netskillevæg og komfortbremseassistent.

November: De nye udstyrsvarianter, Family og Comfortline Family, introduceres.
December: 2.3 V5 tages af programmet uden afløser.
2003
Januar: Mere standardudstyr:
- Basis: Climatronic samt tre nakkestøtter og tre trepunktsseler på bagsædet.
- Comfortline: Fartpilot og fodmåtter foran og bagi.
- Trendline: Kørecomputer og alufælge "Wellington".
- Highline: Kørecomputer, alufælge "Road America", tågeforlygter og træindlæg.
- V6 og V6 TDI: Tagræling i krom.

Marts: Ny, stærkere version af 2.5 V6 TDI med 132 kW (180 hk) introduceres.
Maj:
- Mindre modifikationer af undervogn og styretøj.
- Stelnummer nu synligt gennem forruden.
- 2.5 V6 TDI nu med 120 kW (163 hk) i stedet for 110 kW (150 hk). Begge de nye versioner opfylder Euro4-normen (132 kW (180 hk) afhængigt af motorkendebogstaver). Firehjulstræk er standardudstyr på udgaven med 132 kW (180 hk), men kan ikke leveres til udgaven med 120 kW (163 hk).

August: Yderligere mindre facelift med nye sidespejle med integrerede blinklys og nye udstyrsdetaljer såsom opvarmelig forrude, nye dekorationsindlæg og nøgleafbryder til forsædepassagerens front- og sideairbags.
November: Ny 2.0 TDI-motor med partikelfilter og 100 kW (136 hk).
2004
September: 4.0 W8 tages af programmet uden afløser.
2005
Februar: Produktionen indstilles. Efterfølgeren B6 med tværliggende motor kommer på markedet i marts.

## Sikkerhed
Det svenske forsikringsselskab Folksam vurderer flere forskellige bilmodeller ud fra oplysninger fra virkelige ulykker, hvorved risikoen for død eller invaliditet i tilfælde af en ulykke måles. I rapporterne Hur säker är bilen? er/var Passat i årgangene 1997 til 2005 klassificeret som følger:
- 2001: Mindst 20 % bedre end middelbilen[10]
- 2003: Mindst 15 % bedre end middelbilen[11]
- 2005: Mindst 15 % bedre end middelbilen[12]
- 2007: Som middelbilen[13]
- 2009: Som middelbilen[14]
- 2011: Som middelbilen[15]
- 2013: Mindst 20 % bedre end middelbilen[16]
- 2015: Mindst 20 % bedre end middelbilen[17]
- 2017: Mindst 20 % bedre end middelbilen[18]
- 2019: Mindst 20 % bedre end middelbilen[19]

## Trivia
Ud over at B5 har langsliggende motor i modsætning til den tværliggende motor i forgængeren B4, er der også flere andre forskelle:
- Hvor bakgearet på B4 ligger forrest til venstre, ligger det på B5 med femtrinsgearkasse bagest til højre.
- Nøglen til B4 har yderbaneprofil, mens nøglen til B5 har inderbaneprofil.
- På B4 er cigarettænderen placeret udenfor askebægeret, men på B5 er den skjult under askebægerets låg.
- Fjernlyset på B4 tændes ved at trække blinklyskontaktarmen ind mod føreren (med lyskontakten på nærlys), men på B5 gøres det ved at skubbe den væk fra føreren.
- Kontakten til havariblinket sidder på B4 øverst på ratstammeafdækningen, mens den på B5 sidder i midterkonsollen.